# Jesus He Knows Me
"Jesus He Knows Me" (en español "Jesús Me Conoce") es la segunda canción del álbum We Can't Dance del grupo de rock británico Genesis publicado en 1991, y es el cuarto sencillo del mismo.
La canción es una crítica a la pomposidad y falsedad del show business televisivo, y una sátira a los telepredicadores, lanzada en un período donde muchos de estos predicadores tales como Robert Tilton y Benny Hinn se encontraban bajo investigación por hacer promesas a los televidentes, a cambio de una suma de dinero.
"Jesus He Knows Me" fue interpretada en vivo durante la gira "The Way We Walk" posterior al lanzamiento del álbum. Una grabación en vivo de la canción puede encontrarse en el álbum The Way We Walk, Volume One: The Shorts, publicado en 1992.

## Video musical
El video promocional lo retrata a Phil Collins como un predicador inescrupuloso quien vive como un millonario gracias a las donaciones de los contribuyentes. El video también muestra a los otros miembros del grupo, al tecladista Tony Banks y al guitarrista Mike Rutherford, como sus compañeros predicadores.
Collins, en un traje naranja, intenta que los televidentes superen la suma de $18.000.000 en un fin de semana porque "El Señor le pidió que lo hiciera". En el último minuto del video, el dinero cae como lluvia en el escenario del programa. Mientras en la pizarra se alcanza dicha meta, la cantidad de dinero asciende a intervalos, de por lo menos $800.000. Al final del video se puede ver a Collins siendo sacado por sus compañeros, al igual que al final del video de la canción "I Can't Dance".
En la versión original sin censura, se puede apreciar tanto los diálogos de Phil Collins como las imágenes del personaje de Mike Rutherford siendo fotografiado con una mujer en una limusina y con un hombre en un baño, así como más tomas a las mujeres que aparecen en la escena de la piscina, mientras que en la versión apta para TV todo eso es reemplazado por otras imágenes del videoclip, incluyendo tomas detrás de escena de la realización del video.

## Sencillo
Como todos los sencillos del álbum We Can't Dance, "Jesus He Knows Me" fue publicada en dos CD así como también en las ediciones de vinilo. En todos los formatos, se incluye la canción "Hearts on Fire" (posteriormente incluida en el álbum Genesis Archive 2: 1976-1992) en el lado-B, mientras que las ediciones en CD tenían un tema exclusivo adicional.
El primer CD tenía un remix de Ben Liebrand de la canción "I Can't Dance" y el segundo incluía una versión especial de "Land of Confusion". El remix de la versión de "I Can't Dance" era distinto al "Sex Mix", que había sido publicado algunos meses antes en el sencillo de "I Can't Dance".
El segundo CD era el quinto disco de la serie "Invisible", una colección de CD de Genesis que incluía grabaciones en vivo como canciones extra. La versión de "Jesus He Knows Me" publicada en el sencillo tenía un coro más prominente que la versión del álbum, haciéndola más adecuada para ser transmitida en las radios.

## Curiosidades
En el vídeo, cerca de los 1:39 se puede ver que un grupo de personas sostienen un cartel en donde se lee "Genesis 3:25". Contrariamente a lo que se puede creer, esta referencia no es de la biblia, sino del hecho de que el grupo tenía 3 integrantes y habían estado juntos por 25 años (la banda se formó en 1967, el vídeo fue filmado en 1992, aunque solamente Banks y Rutherford habían estado en el grupo desde el comienzo).
Algunos espectadores, sin comprender esta referencia, pensaban que esto era un error o quizás una broma, sobre el tercer capítulo del libro del Génesis, ya que solo tiene 24 versos, no 25.
Por otro lado, cerca de los 3:00 de la versión original del vídeo, aparece un "número gratuito" al que se hace referencia en la letra, el cual se mostraba como 1-555-GEN-ESIS. Esto se ocultó con una barra de desplazamiento en ediciones posteriores del vídeo. (El código de área 555 en realidad no precede a ningún número de teléfono gratuito conocido, al menos en los Estados Unidos).

## Créditos
- Phil Collins: batería, percusión, voz.
- Tony Banks: teclados.
- Mike Rutherford: guitarras, bajo.

- Datos: Q3134078